# III всемирный конгресс эсперантистов

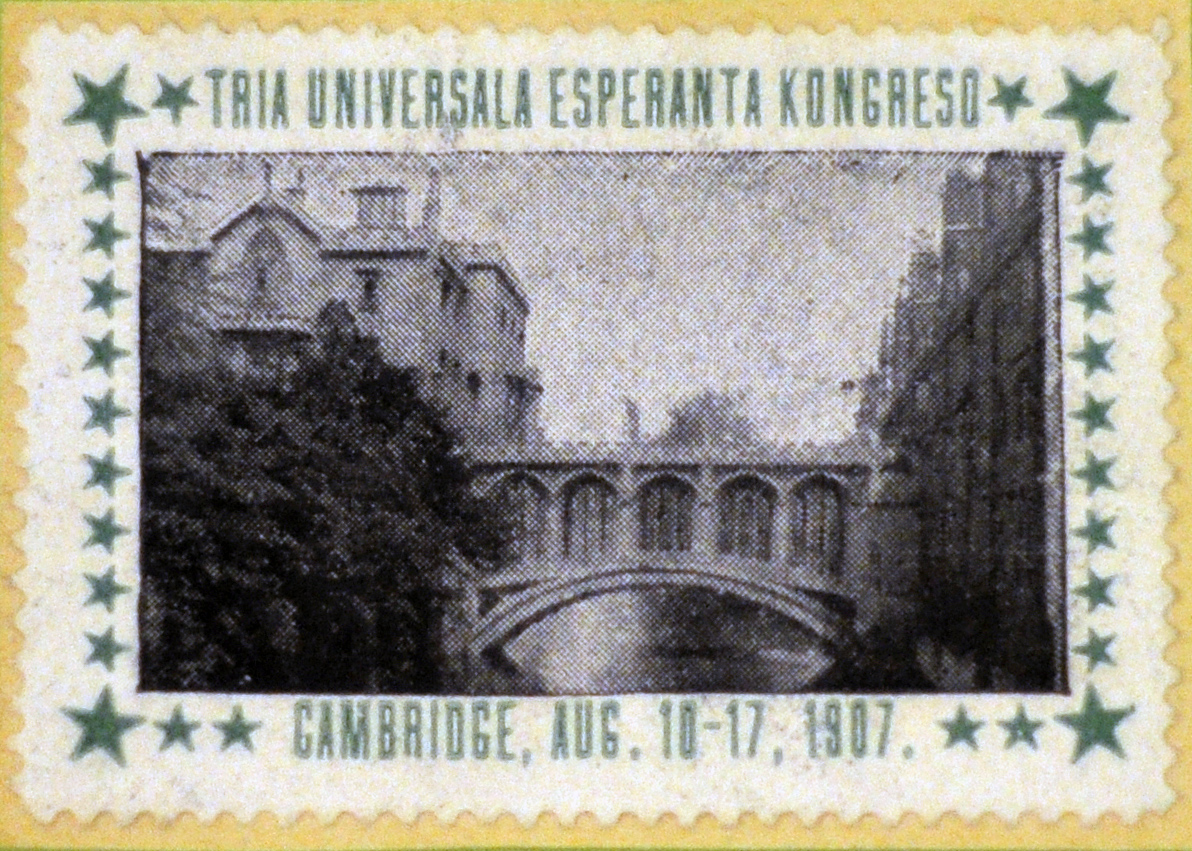
Почтовая марка, посвящённая III конгрессу

III Всемирный конгресс эсперантистов был проведён в Кембридже, Великобритания, 12-17 августа 1907 года, в нём приняли участие 1357 эсперантистов из 35 стран. Большой вклад в организацию конгресса внесли трое британских эсперантистов, получивших в эсперанто-кругах коллективное прозвище «La trio por la tria» (с эсп. — «Трио для третьего (конгресса)») — Г. Б. Муди, Д. Каннингем и Д. Поллен. Во время конгресса его участники посетили недавно созданный город Летчуэрт в графстве Хартфордшир и встретились с основателем города, британским философом-утопистом и эсперантистом Эбенизером Говардом. Большинство мероприятий конгресса проходило в Кембридже.
В своей речи на конгрессе Л. Заменгоф отметил: «Тот факт, что наш конгресс происходит в знаменитом университетском городе Великобритании, имеет огромное значение. Противники нашей идеи непрестанно повторяли, что англоязычные народы никогда к нам не присоединятся… Однако, посмотрите, как сильно ошибались наши противники. Посмотрите, как много англичан присоединилось к нам, а ведь англичане очень неохотно изучают какой-либо язык кроме своего родного».
На конгрессе был принят Регламент конгрессов (Kongresa Regularo), который устанавливал, кто может принимать участие во Всемирных конгрессах эсперантистов, цели конгрессов, тематику конгрессов, порядок руководства конгрессами.
Культурная программа конгресса включала в себя представления пьес на эсперанто:
- «Бокс и Кокс» (Boks kaj Koks) Д. М. Мортона
- «Бардл против Пиквика» (Bardell kontraŭ Pickwick) Ч. Диккенса, исполняла труппа непрофессиональных актёров, 16 актеров из 9 стран.
- «Она наклонилась, чтобы выиграть» (Ŝi kliniĝas por venki) Оливера Голдсмита, исполняла труппа непрофессиональных актёров, 11 актёров.
- «Непростительное введение» (Nepardonebla altrudo) неизвестного автора.

После конгресса группа его участников, в том числе супруги Заменгоф, отправились в Лондон, где они были приняты в Гилдхоллe сэром Томасом Вези Стронгом, занимавшим в то время должность шерифа, который в 1912 году стал мэром Лондона.